# 孕ら☆パラっ!! 〜スワン中出しパラダイス〜
『孕ら☆パラっ!! 〜スワン中出しパラダイス〜』（はらパラっ スワンなかだしパラダイス）は、日本のアダルトゲームブランド・スワンが2011年4月22日に発売した18禁アドベンチャーゲーム。

## 概要
有限会社アセンドアイの低価格ブランドの一つ・スワンの第16作で、ブランド初のミドルプライス作品。「スワン50作記念作品」と銘打たれており、かつブランド初のファンディスクであると同時に年齢制限の無いスマートフォン用アプリを除けば初のクロスオーバー作品でもあり、フルプライスブランドのスワンアイ及びスワンアイ+の4タイトルから9人のヒロインが登場する。
また、ブランド50タイトルを記念し本作に同梱されているアンケート葉書の返送者から抽選で10名に過去の発売タイトルより希望する1本をプレゼントするキャンペーンが開催された。

## ストーリー
休日にゲームをプレイしていた主人公は突然、ゲームの世界に吸い込まれてしまう。主人公を召喚した妖精マリーヌが言うには、元の世界に帰る為にはプレイヤー自身の手でゲームのストーリーを完結させなければならないと言う。こうして、主人公は否応なく9人のヒロイン達とスワン恒例の子作りに勤しむことになってしまう。

## 登場人物
ヒロインの詳細は以下の各タイトル記事も参照。
- 孕ら☆ハラっ!! 〜中出し学園せ〜かつ〜（スワンアイ）
- 孕ら☆みん!! 〜催眠中だし子づくり宣言〜（スワンアイ）
- 孕ら☆ちゅちゅっ!! 〜咬めばあの娘もHな天使〜（スワンアイ）
- ひめ恋☆ふぇち恋 〜あの娘の性癖に異常アリ!〜（スワンアイ+）

### 「孕ら☆ハラっ!!」より登場
珠洲宮 夏姫（すずみや なつき）
風華学園執行部会長。主人公で幼馴染みの高田克也が結成した「性感同好会」の魔手から女子生徒を守るべく「対性感同好会同好会」を結成して自ら会長に就任する。

### 「孕ら☆みん!!」より登場
小泉 とうあ（こいずみ とうあ）
主人公・都々御遥人と家族ぐるみで付き合っている東和学園2年生。遥人とは特に恋愛関係を意識する仲ではなかったが、突如として催眠術に目覚めた遥人に「仲直りをしたい時はHをする」と言う暗示を懸けられてしまう。
都々御 ゆか（つづみ ゆか）
主人公・遥人の妹。東和学園1年生。幼い頃は病弱で入退院を繰り返しており、現在は通学が出来る程度にはなったものの決して健康とは言えない状態。兄の遥人から催眠術で精液を特効薬と信じ込まされる。

### 「孕ら☆ちゅちゅっ!!」より登場
ククリ・ディ・デルヴルト
主人公・永守太輔の父親が海外で発見した魔導書に封印されていた自称・吸血鬼。母親がサキュバスの為、本人は血よりも精液を好んでおりククリに咬まれた人間も性欲を抑えられなくなってしまう。
椎名 ゐのり（しいな いのり）
聖クロス学園1年生。太輔の後輩で、永守家とは家族ぐるみの付き合い。ボーイッシュで語尾に「っス」を付けて喋る。
リン・リンメイ
聖クロス学園の体育教師。背が低く、子供っぽく見られることに強いコンプレックスを抱いている。

### 「ひめ恋☆ふぇち恋」より登場
沢城 陽菜（さわき ゆうな）
優徳学園女子部1年生。主人公で男子部に所属する鳴瀬陸人が小遣い稼ぎの為に女子部へ侵入して盗撮を繰り返していることが問題となり、写真部の廃部提案が出された際に陸人を擁護する。
神崎 汐音（かんざき しおん）
優徳学園女子部2年生。金銭に対する主着が強い。スポーツ万能で運動部にヘルプで加入することが多いが、特定の部には所属していない。

### 新キャラクター（？）
妖精マリーヌ（ようせいマリーヌ）
主人公をゲームの世界に召喚した妖精。『孕ら☆みん!!』に登場して以来、複数のタイトルで顔を出している相原愛璃（あいはら まり）に似ているが関係は不明。

## スタッフ
- シナリオ 月待兎
- 原画 文月紫